# Cryptontsira
Cryptontsira är ett släkte av steklar. Cryptontsira ingår i familjen bracksteklar.
Kladogram enligt Catalogue of Life:
| Cryptontsira | \| \| Cryptontsira laemosacci \| \| \| \| \| \| Cryptontsira parva \| \| \| \| |
|              | \| \| Cryptontsira laemosacci \| \| \| \| \| \| Cryptontsira parva \| \| \| \| |
|              | Cryptontsira laemosacci                                                        |
|              |                                                                                |
|              | Cryptontsira parva                                                             |
|              |                                                                                |